# توربین پیچ ارشمیدس

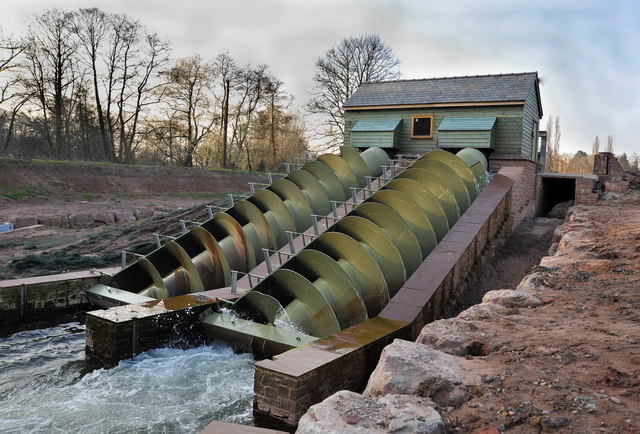
دو توربین پیچ ارشمیدس موازی در ولز (Monmouth, Wales) هر توربین با قابلیت تولید ۷۵ کیلووات

سازوکار (مکانیزم) پیچ ارشمیدس به عنوان توربین در نیروگاه‌های کوچک/خیلی کوچک برق آبی

پیچ ارشمیدس (به انگلیسی: Archimedes Screw) یکی از قدیمی ترین ماشین های هیدرولیکی است  که به عنوان پمپ، توربین و دستگاه دوکاره پمپ-توربین استفاده می شود .  توربین پیچ ارشمیدس (به انگلیسی: Archimedes Screw Turbine/Generator) در واقع یک ژنراتور هیدرولیکی با سازوکاری قابل مقایسه با چرخ آبی است  که با استفاده از مبانی پیچ ارشمیدس انرژی بالقوه (پتانسیل) آب بالادست را به کار تبدیل می کند. بنابراین در ادبیات مربوط به پیچ ارشمیدس، از آن به عنوان ژنراتور یا مولد پیچ ارشمیدس (Archimedes Screw Generator) یاد شده است.
توربین پیچ ارشمیدس شامل یک روتور به شکل یک پیچ ارشمیدس است که در یک کانال نیم دایره می‌چرخد. آب به داخل توربین می‌ریزد و [اختلاف فشار ایجاد شده توسط نیروی] وزن آب خود توربین را به گردش وامی‌دارد. آب از انتهای توربین آزادانه به رودخانه وارد می‌شود. انتهای فوقانی پیچ از طریق جعبه دنده به ژنراتور متصل می‌شود.
توربین پیچ ارشمیدس یک گرینه مناسب برای رودخانه‌هایی با ارتفاع (هد) آب نسبتاً کم (از ۰٫۱ متر تا ۱۰ متر) با دبی کم (۰٫۰۱ متر مکعب در ثانیه تا حدود ۱۰ متر مکعب در ثانیه) می‌باشد. به دلیل ساختار و سرعت حرکت آرام پره‌ها، این توربین آثار منفی کمی بر حیات وحش آبزیان خصوصاً ماهی‌ها دارد. بنابراین توربین پیج ارشمیدس می‌تواند زمانی که توسعه مشروط به حفظ و مراقبت از محیط زیست و حیات وحش باشد مورد استفاده قرار گیرد.

## طراحی پیچ ارشمیدس
مطالعات نشان داده است که مقدار حجم عبوری جریان (Q) از پیچ ارشمیدس تابعی از عمق ورودی، قطر ({\displaystyle D_{O}}) و سرعت چرخش توربین ({\displaystyle \omega }) است. بنابراین ا استفاده از معادله تحلیلی زیر قطر کلی توربین قابل محاسبه خواهد بود:
{\displaystyle D_{O}=(16\pi Q}/{\sigma \omega (2\theta _{O}-sin2\theta _{O})-\delta ^{2}(2\theta _{i}-sin(2\theta _{i}))^{1/3}}
فرمول فوق بر اساس طراحی های صنعتی موجود به صورت زیر قابل ساده سازی است: 
{\displaystyle D_{O}\approx \eta Q^{3/7}}
مقدار η به سادگی از گراف  {\displaystyle \eta }  یا گراف {\displaystyle \Theta }  قابل تعیین است. با تعیین {\displaystyle D_{O}} سایر پارامترهای طراحی پیچ ارشمیدس با روش تحلیلی گام به گام  Yoosefdoost-Lubitz به سادگی قابل تعیین و طراحی خواهند بود.

## نیروگاه برق آبی پیچ ارشمیدس
با استفاده از دستورالعل Yoosefdoost-Lubitz طراحی نیروگاه برق آبی پیچ ارشمیدس به سادگی قابل انجام است. 
بر اساس مطالعات بیش از 180 نیروگاه برق آبی توربین پیچ ارشمیدس درحال بهره برداری است.
در ایالات متحده:
- اولین توربین پیچ ارشمیدس در ایالات متحده در آوریل، ۲۰۱۷ و در دریاچه هانوفر در رودخانه کوینی پیاک در مریدن، کانتیکت با ظرفیت ۱۰۵ کیلووات (۹۲۰٬۰۰۰ کیلووات ساعت در سال) راه اندازی و به شبکه متصل شد.[۵][۶]

در کانادا:
- اولین توربین پیچ ارشمیدس در کانادا در سال ۲۰۱۳ در حوالی واترفورد در ایالت آنتاریو نصب شد.[۳]

## مراجع طراحی توربین پیچ ارشمیدس
راهنمای طراحی نیروگاه های برق آبی با توربین پیچ ارشمیدس، doi:10.3390/pr9122128
مدل تحلیلی طراحی توربین پیچ ارشمیدس، doi:10.3390/en14227812
مبانی طراحی نیروگاه های برق آبی کوچک توربین پیچ ارشمیدس، ملاحضات اجرایی و توسعه پایدار، doi:10.3390/su12187352